# Coco-girls
Les coco-girls sont une troupe de danseuses et de chanteuses créée par l'humoriste et animateur de télévision français Stéphane Collaro. 

## Apparitions télévisées
Elles participent aux émissions de Stéphane Collaro Coco-Boy (1982-1984), Cocoricocoboy (1984-1986)  puis Collaricocoshow (1987). Elles sont toujours présentées par quatre. Stéphane Collaro justifie leur création : « Elles ne sont pas tristes à regarder, mais on les entendra aussi. Car ça m'énerve de voir les belles filles traitées comme des potiches dans les émissions de télévision. Les quatre que j'ai, je vais tenter d'en faire la coqueluche des téléspectateurs. Je vais les faire parler, bouger, danser, chanter. Je veux qu'elles soient sexy et drôles. »
Elles ont la particularité d'apparaître le plus souvent dans des tenues très légères et très sexy. Les coco-girls sont souvent des ex-danseuses de cabaret, d'anciennes miss, comme Fenella Masse Mathews, Paula ou Alexandra Lorska du Crazy Horse Saloon.
Elles reviendront à l'écran le 4 juillet 1996 sur TF1 dans l'émission Stars en folie proposée par Stéphane Collaro, mais présentée par Philippe Lavil et Sophie Favier.

## Chansons
Les coco-girls ont enregistré de nombreuses chansons faisant à chaque fois l'objet d'une sortie en disque. Parmi les titres les plus connus : Coco Girl, Ce mec est too much, Cocoricocoboy, Fais-moi du Chachacha, On préfère les rigolos, Coco Dingo, Touche pas à mon homme, Macho mambo, Flics de chocs. 

## Liste des coco-girls
- Sophie Favier (1982-1984)[5]
- Terry Shane (1982-1984)[6]
- Natasha Guinaudeau (1982-1985)
- Alexandra Lorska (1983-1985)
- Cléa Pastore (1984-1985)
- Bettina Antoni (1985-1987)
- Nathalie Tardivel (1982-1987), ex-madame Belmondo[7]
- Nathalie Galan (1985-1987)
- Dominique Guirous (1985-1987)
- Laurence Jarousse (1985-1987)
- Françoise Nicod (1985-1986), ex femme de Patrick Sébastien
- Marine (1985-1988), de son vrai nom Nathalie Duffau, elle pose nue dans l'édition française de Playboy no 31 paru en mars 1988 ce qui provoqua son départ de l'équipe
- Fenella Jane Masse Mathews (1985-1991), ancienne danseuse du Moulin-Rouge et du Crazy Horse Saloon ; Chanteuse dans le groupe Kid Creole and the coconuts, mariée à Philippe Masse, un des membres du groupe Les Forbans, celle qui aura été coco-girl le plus longtemps
- Paula (1985-1988)
- Fabienne (1985-1990) ; elle présente durant les années 2000 le téléshopping sur TF1

## Tournées
À partir des années 1990, elles se produisent en tournée.
En 2011, elles font un nouveau retour avec un disque et un clip vidéo puis une tournée,.

## Dans la culture populaire
La troupe des Coco-Girls apparait dans le film Des lendemains qui chantent de Nicolas Castro en 2014.